# Skywest Airlines
Skywest Airlines Pty Ltd (ASX: SXR, LSE: SKYW), действующая как Skywest Airlines, — австралийская региональная авиакомпания со штаб-квартирой в городе Перт, работающая в сфере регулярных пассажирских перевозок между городами Западной Австралии, Дарвином, Мельбурном, осуществляет чартерные авиаперевозки между Австралией и Бали (Индонезия).
Портом приписки перевозчика и его главным авиационным транзитным узлом (хабом) является международный аэропорт Перт.

## История
Авиакомпания Carnarvon Air Taxis была основана в 1963 году и начала операционную деятельность с чартерных рейсов на небольших самолётах общего назначения из аэропорта Карнарвон (Западная Австралия). В 1979 году компания сменила своё название на Skywest Aviation и перенесла штаб-квартиру в пертский аэропорт Яндакот. В следующем году произошло очередное изменение официального названия компании на действующее в настоящее время «Skywest Airlines», штаб-квартира перевозчика была перенесена в международный аэропорт Перта. Одновременно с этим компания приобрела небольшого местного авиаперевозчика Stillwell Airlines вместе с её маршрутной сетью. Флот объединённой авиакомпании достиг 39 воздушных судов, и по данному показателю Skywest Airlines стала вторым по величине коммерческим оператором Австралии, работавшим на рынке местных авиаперевозок. Парк самолётов Skywest Airlines составили самолёты авиации общего назначения и небольшие лайнеры GAF N-24 Nomad, Embraer EMB 110 Bandeirante, Beechcraft King Air 200, Fairchild SA-227 Metro III, Cessna 182 и Piper Aztec.
В 1982 году произошло очередное слияние авиакомпаний: Skywest Airlines и TransWest, имевших в эксплуатации на тот момент 16 и 25 самолётов соответственно.

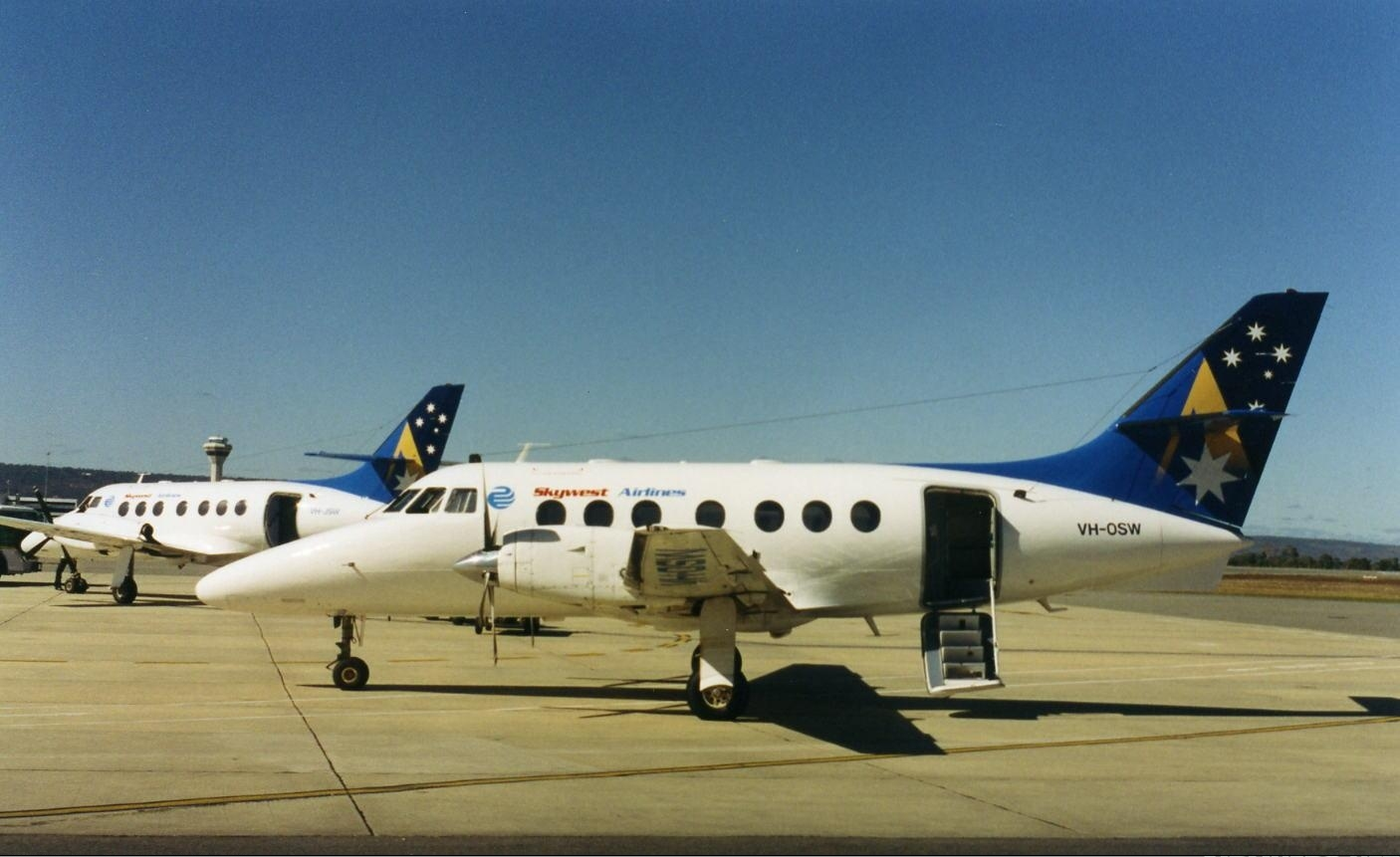
Два самолёта British Aerospace Jetstream 31 авиакомпании Skywest Airlines в международном аэропорту Перта (середина 1990-х годов)

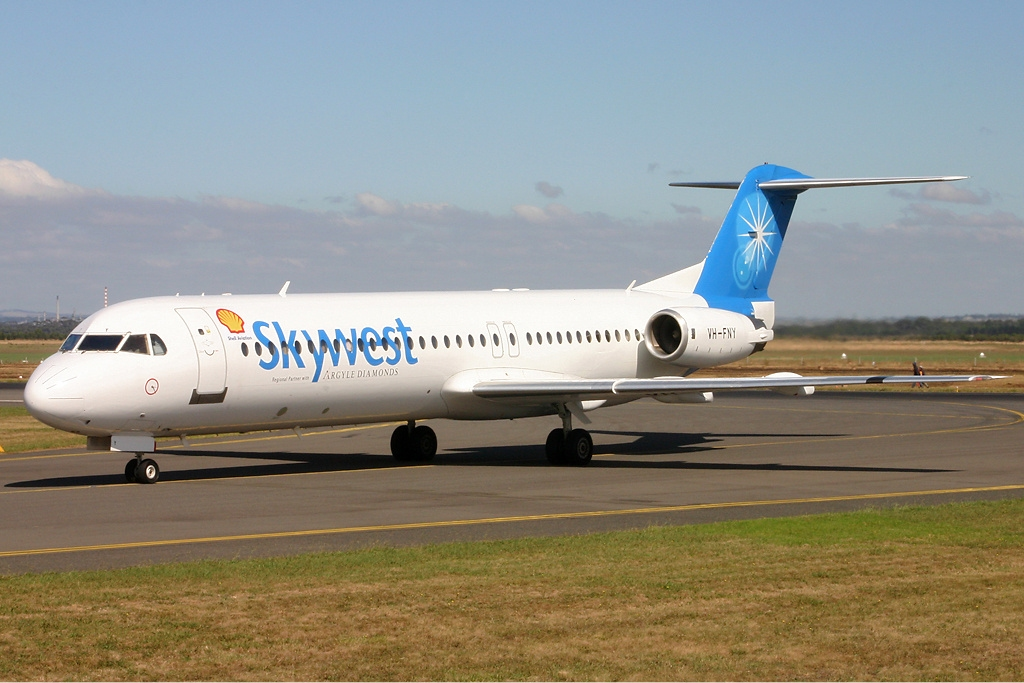
Fokker 100 авиакомпании Skywest Airlines, 2005 год

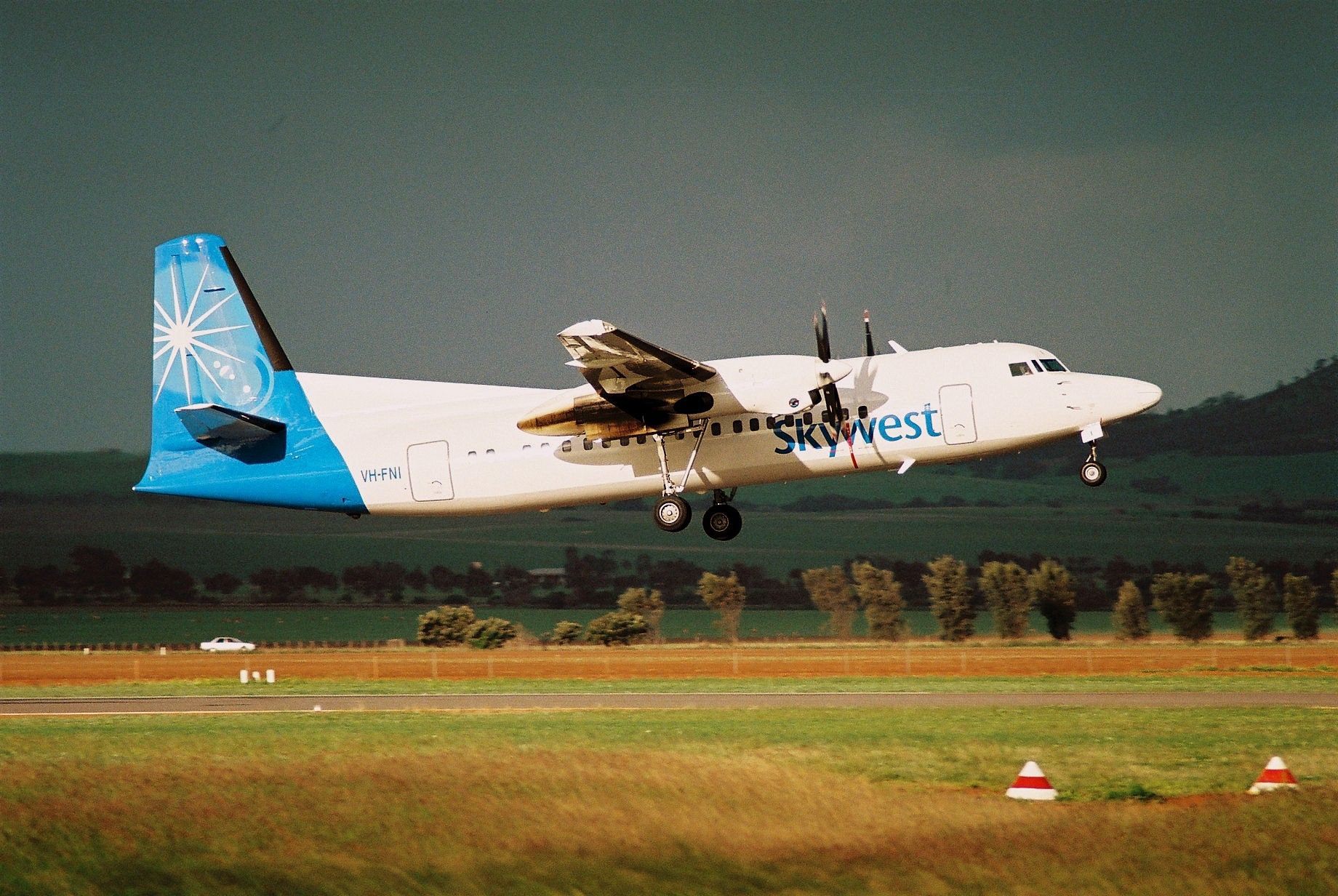
Fokker 50 Skywest Airlines, 2005 год

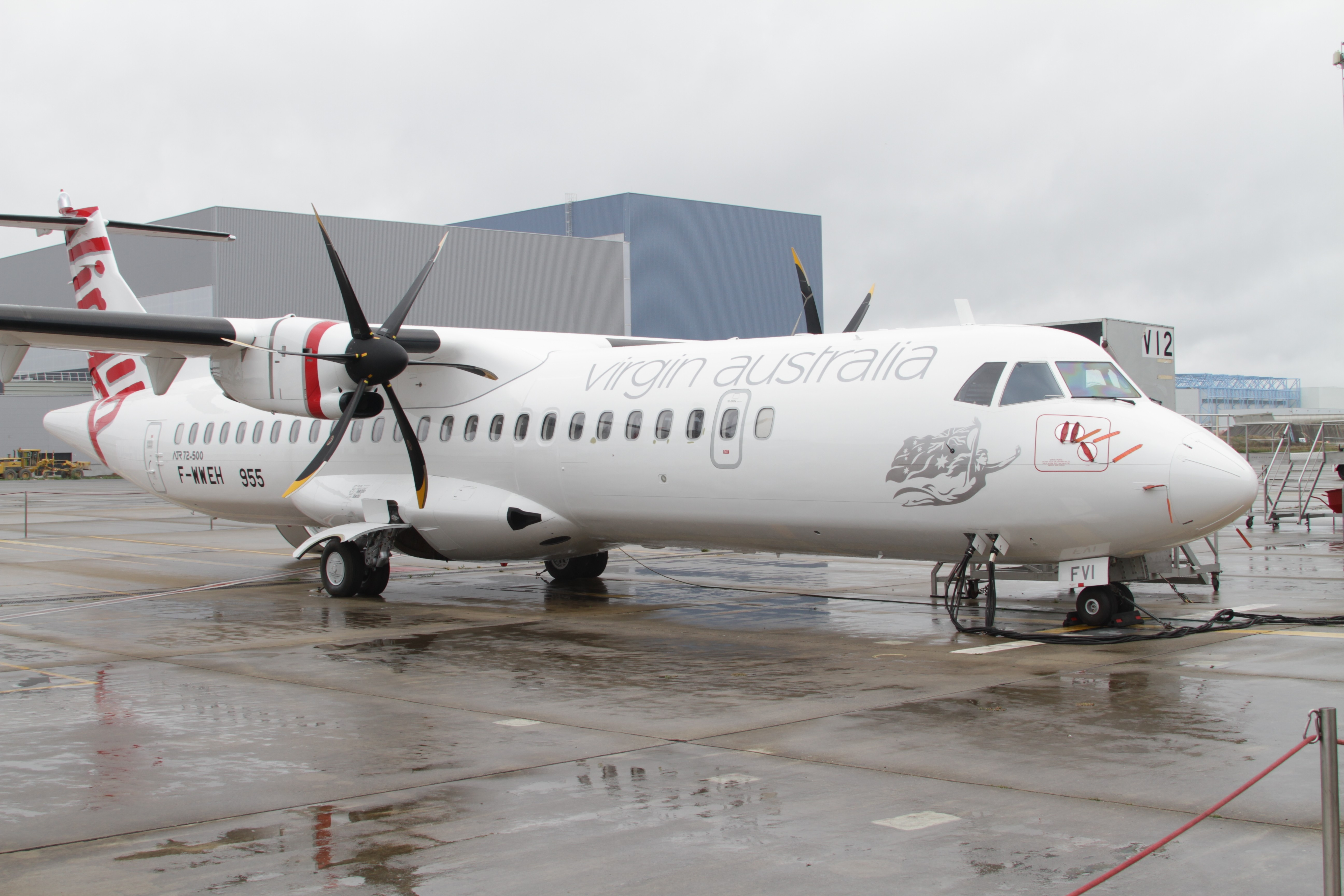
Второй ATR-72 Skywest Airlines, работающий в лизинге в авиакомпании Virgin. Тулуза, июль 2011 года

В 1983 году Skywest попыталась поглотить регионала East-West Airlines, обе авиакомпании в тот период контролировались одним инвестиционным холдингом «Devereaux group». Объединение перевозчиков не состоялось, однако East-West Airlines некоторое время работала на маршрутах в Западной Австралии под брендом Skywest Airlines. В 1987 году правительство Австралии расторгло со Skywest договор на обслуживание рейсов по аэропортам побережья, что серьёзным образом ударило по финансовому состоянию авиакомпании. В результате Skywest Airlines была выкуплена другим инвестиционным холдингом «Petron Group», а спустя короткое время перепродана группе «TNT/New Ltd», после чего все её рейсы стали выполняться под брендом крупнейшей на тот момент австралийской авиакомпании Ansett Australia. Практически всё время работы под торговой маркой Ansett флот Skywest составляли пять самолётов BAe Jetstream 31. East-West Airlines была вынуждена переориентироваться на рынок коммерческих авиаперевозок Квинсленда, но позднее всё равно была поглощена Ansett Australia.
В 1998 году Ansett Australia передала в Skywest несколько лайнеров Fokker 50. Компания продолжала находиться в собственности магистрального перевозчика и работать под его брендом вплоть до банкротства последнего в 2002 году. В процессе реструктуризации долгов и распродажи имущества Ansett авиакомпания Skywest была выкуплена группой частных инвесторов, в 2004 году став предметом внимания со стороны сингапурского инвестхолдинга «CaptiveVision Capital Ltd». После ряда разбирательств с собственниками и властями сингапурской компании удалось получить контрольный пакет акций Skywest Airlines. 8 февраля 2007 года появилась информация о том, что австралийская авиакомпания может быть присоединена к Tiger Airways, штаб-квартира которой находилась в Сингапуре, хотя с 2004 года никаких переговоров по приобретению перевозчика не велось. Skywest находилась в собственности холдинга «CaptiveVision Capital Ltd», который, в свою очередь, принадлежал другой группе «Skywest Airlines Ltd», акции которой котировались на лондонской и австралийской фондовых биржах.
С 2004 года парк воздушных судов авиакомпании вырос с 7 до 18 единиц. Свой первый лайнер Airbus A320 Skywest Airlines заказала в апреле 2010 года, самолёт поступил в аэропорт Перта 23 октября того же года и со следующего месяца работал на чартерных маршрутах между Пертом и Клодбрейком по контракту с горнодобывающей корпорацией Fortescue Metals Group. 12 мая 2011 года авиакомпания разместила опцион на второй лайнер A320.
10 января 2011 года Skywest Airlines объявила о заключении десятилетнего партнёрского соглашения с авиакомпанией Virgin Australia, в рамках которого 18 турбовинтовых самолётов Skywest будут работать под торговой маркой магистрала на коммерческих маршрутах в Австралии. Данное соглашение является частью стратегии Virgin Australia, направленной на усиление собственных позиций в сфере региональных авиаперевозок страны. Контракт также предусматривает работу обеих авиакомпаний на ряде маршрутов по код-шеринговой модели, для этой цели Virgin Australia передаёт в Skywest Airlines несколько реактивных самолётов регионального класса Embraer. Оба перевозчика договорились о взаимном признании бонусных программ поощрения часто летающих пассажиров, а также об совместных рейсах на ряде австралийских маршрутов. Для исполнения условий соглашения Skywest Airlines взяла у Aviation PLC (LSE: AVAP) в лизинг несколько турбовинтовых самолётов, первая партия из четырёх лайнеров поступила в авиакомпанию в 2011 года, поставка остальных должна завершиться к середине 2013 года.
10 апреля 2012 года управляющая компания Virgin Australia Holdings приобрела 10 % акций Skywest Airlines Ltd, а 30 октября того же года руководство Virgin Australia объявило о поглощении австралийского регионала. Сделка получила принципиальное согласование со стороны Комиссии по надзору в антимонопольной деятельности, однако должна ещё быть согласована акционерами обеих авиакомпаний и остальными надзорно-регулирующими инстанциями Австралии.

## Флот
В ноябре 2012 года воздушный флот авиакомпании Skywest Airlines составляли следующие самолёты:
Самолёты ATR-72 находятся в «мокром» лизинге (аренда самолётов вместе с экипажами) в авиакомпании Virgin Australia, под брендом и от имени которой работают на региональных маршрутах в Австралии.

## Маршрутная сеть

### Регулярные перевозки
По состоянию на февраль 2012 года маршрутная сеть регулярных перевозок авиакомпании Skywest Airlines охватывала следующие аэропорты:

#### Внутренние
- Северная Территория
  - Дарвин — международный аэропорт Дарвин
- Виктория
  - Мельбурн — аэропорт Мельбурна
- Западная Австралия
  - Албани — аэропорт Албани
  - Брум — аэропорт Брум
  - Басселтон — аэропорт Басселтон[12][13]
  - Дерби — авиабаза Кертин
  - Эсперанс — аэропорт Эсперанс
  - Эксмут — аэропорт Лирмант
  - Джералдтон — аэропорт Джералдтон
  - Калгурли — аэропорт Калгурли
  - Каррата — аэропорт Каррата
  - Кунунарра — аэропорт Кунунарра
  - Парабурду — аэропорт Парабурду
  - Перт — международный аэропорт Перт хаб
  - Порт-Хедленд — аэропорт Порт-Хедленд
  - Рейвенсторп — аэропорт Рейвенсторп

#### Внутренние регулярные маршруты под брендом Virgin Australia
- Австралийская столичная территория
  - Канберра — аэропорт Канберры
- Новый Южный Уэльс
  - Олбери — аэропорт Олбери[14]
  - Сидней — аэропорт Сиднея
  - Порт-Маккуари — аэропорт Порт-Маккуари
- Квинсленд
  - Брисбен — аэропорт Брисбена
  - Кэрнс — аэропорт Кэрнса
  - Эмералд — аэропорт Эмералд
  - Гладстон — аэропорт Гладстон
  - Рокгемптон — аэропорт Рокгемптон
  - Таунсвилл — аэропорт Таунсвилл[15]

#### Международные
- Индонезия
  - Бали — международный аэропорт Денпасар — в конце 2012 года выполняется из Порт-Хедленда

### Прекращённые
- Западная Австралия
  - Карнарвон — аэропорт Карнарвон
  - Калбарри — аэропорт Калбарри
  - Манки-Миа — аэропорт Шарк-Бей
  - Ньюмен — аэропорт Ньюмен

### Контракты
Помимо регулярных пассажирских перевозок Skywest Airlines выполняет чартерные рейсы по контрактам с предприятиями горнодобывающей промышленности Западной Австралии
- Перт — West Angelas mine
- Перт — Баримунья (другое название — Янди), контракт с «BHP Billiton» (в прошлом — «HWE Mining»)
- Перт — Кундеванна (другое название — «Область С»), контракт с «BHP Billiton»
- Перт — Brockman 4 mine
- Джералдтон — Парарбурду с промежуточной посадокой в Брокмене
- Перт — Argyle diamond mine
- Перт — Уиндерлинг, контракт с «Portman Iron Ore»[16]
- Перт — Те-Грэнитс, контракт с «Newmont Tanami»[17]
- Перт — Рейвенсторп, контракт с Ravensthorpe Nickel Mine и «First Quantam Minerals»[18]
- другие пункты назначения на восточном побережье Австралии — под торговой маркой авиакомпании Virgin Australia

## Авиапроисшествия и несчастные случаи
- 13 мая 1980 года. При выполнении посадки в аэропорту Эсперанс на малой высоте отказал двигатель самолёта Swearingen Metro II. Пилот сумел посадить машину на поле близ аэропорта и провести эвакуацию 11 пассажиров прежде, чем лайнер был уничтожен в результате возникшего пожара[19].